# Perusia conspersa
Perusia conspersa là một loài bướm đêm trong họ Geometridae.